# Riverside
Riverside es una ciudad y sede del condado homónimo de Riverside, California, Estados Unidos. Está ubicada en el área metropolitana del Inland Empire del Sur de California. La ciudad toma su nombre del cercano río Santa Ana, y es el lugar de nacimiento de la industria de cítricos de California. Según el Censo de 2020, Riverside tenía una población de 314,998 habitantes. 
Es la sexagésima primera mayor ciudad de los Estados Unidos, la duodécima de California, la primera de la región del Inland Empire y la cuarta del interior de California; posee la decimotercera mayor área metropolitana de la nación, siendo además parte de la segunda área combinada estadística más grande del país. Es una de las ciudades con crecimiento más rápido de los Estados Unidos, y de acuerdo a la revista Money Magazine, es uno de los mejores lugares en donde vivir. También es una de las ciudades con una mayor población en forma de los Estados Unidos, estando dentro de la lista de 20. 
Comparado con las otras ciudades en el Sur de California, los precios de propiedades inmobiliarias en Riverside son significativamente menores a aquellas de los condados adjuntos. Esto ha llevado a un crecimiento estable en Riverside. Por lo tanto, esto ha contribuido al denso tráfico que se integra por los residentes de Riverside que viajan a sus centros de trabajo en el condado de Orange y en Los Ángeles.
Riverside es la sede de La Sierra University, Universidad Bautista de California y la University of California, Riverside, la cual tiene una estación experimental de cítricos y un laboratorio de salinidad. Riverside International Raceway es un autódromo que albergó carreras nacionales e internacionales de automovilismo de velocidad. También, en esta ciudad se creó la banda de rock Alien Ant Farm.

## Historia
La ciudad de Riverside fue fundada en 1870 por un grupo proveniente del Este de los Estados Unidos que deseaba establecer una colonia dedicada a la educación y la cultura.
Riverside fue construida sobre lo que, originalmente, había sido un rancho español.[cita requerida]
Inversionistas provenientes de Inglaterra y Canadá trajeron consigo tradiciones y actividades adoptadas por los ciudadanos; los primeros campos de golf y de polo, en el Sur de California, fueron construidos en Riverside.
Los primeros árboles de naranjas fueron plantados en 1871, pero la industria naranjera, por la que es famosa la ciudad, comenzó dos años después cuando Eliza Tibbets recibió dos naranjos brasileños, de un amigo del Departamento de Agricultura en Washington. Los árboles se adaptaron rápidamente al clima del Sur de California y la industria naranjera creció con rapidez.

## Educación
La más importante institución educativa en esta ciudad es la Universidad de California, Riverside.

## Clima
| Parámetros climáticos promedio de Riverside, California | Parámetros climáticos promedio de Riverside, California | Parámetros climáticos promedio de Riverside, California | Parámetros climáticos promedio de Riverside, California | Parámetros climáticos promedio de Riverside, California | Parámetros climáticos promedio de Riverside, California | Parámetros climáticos promedio de Riverside, California | Parámetros climáticos promedio de Riverside, California | Parámetros climáticos promedio de Riverside, California | Parámetros climáticos promedio de Riverside, California | Parámetros climáticos promedio de Riverside, California | Parámetros climáticos promedio de Riverside, California | Parámetros climáticos promedio de Riverside, California | Parámetros climáticos promedio de Riverside, California |
| Mes                                                     | Ene.                                                    | Feb.                                                    | Mar.                                                    | Abr.                                                    | May.                                                    | Jun.                                                    | Jul.                                                    | Ago.                                                    | Sep.                                                    | Oct.                                                    | Nov.                                                    | Dic.                                                    | Anual                                                   |
| ------------------------------------------------------- | ------------------------------------------------------- | ------------------------------------------------------- | ------------------------------------------------------- | ------------------------------------------------------- | ------------------------------------------------------- | ------------------------------------------------------- | ------------------------------------------------------- | ------------------------------------------------------- | ------------------------------------------------------- | ------------------------------------------------------- | ------------------------------------------------------- | ------------------------------------------------------- | ------------------------------------------------------- |
| Temp. máx. media (°C)                                   | 20.6                                                    | 21                                                      | 22.8                                                    | 25.3                                                    | 28.1                                                    | 31.4                                                    | 35                                                      | 35.6                                                    | 33.5                                                    | 28.6                                                    | 23.8                                                    | 20.3                                                    | 27.2                                                    |
| Temp. mín. media (°C)                                   | 6.1                                                     | 7                                                       | 8                                                       | 10                                                      | 12.9                                                    | 15.2                                                    | 17.8                                                    | 18.1                                                    | 16.3                                                    | 12.6                                                    | 8.1                                                     | 5.4                                                     | 11.4                                                    |
| Precipitación total (mm)                                | 53.1                                                    | 63.8                                                    | 42.2                                                    | 19.6                                                    | 3.8                                                     | 2                                                       | 1                                                       | 2.8                                                     | 3.3                                                     | 13                                                      | 21.1                                                    | 36.8                                                    | 262.4                                                   |
| Días de precipitaciones (≥ 0.01 in)                     | 5.5                                                     | 5.9                                                     | 5.1                                                     | 2.5                                                     | 1.0                                                     | 0.3                                                     | 0.5                                                     | 0.3                                                     | 1.0                                                     | 1.7                                                     | 2.7                                                     | 3.9                                                     | 30.4                                                    |
| Fuente: NOAA                                            |                                                         |                                                         |                                                         |                                                         |                                                         |                                                         |                                                         |                                                         |                                                         |                                                         |                                                         |                                                         |                                                         |

## Demografía
| 257,323       | 266,233 | 273,726 | 281,462 | 288,351 | 290,086 | 303,871 | 327,728 |
| (Fuente: ref) |         |         |         |         |         |         |         |

## Relaciones diplomáticas

### Hermanamientos
- Sendai, Japón
- Cuautla, México
- Ensenada, México
- Jiangmen, China
- Gangnam, Corea del Sur
- Hyderabad, India
- Obuasi, Ghana
- Erlangen, Alemania
- Can Tho, Vietnam

### Relación amistosa
La ciudad de Riverside estableció un programa de asociación económica con el estado de Oaxaca, México, en la década de 2000.

## Personas
- Eula Beal
- Ronda Rousey
- Barry Bonds
- Kawhi Leonard